# مرطب (كيمياء)
المُرَطِّب (بالإنجليزية: Humectant)‏ هي مادة كيميائية استرطابية وهي السمة المقابلة للمجفف في الكيمياء، وهي مادة تستخدم للحفاظ على مستويات الرطوبة. فالمرطبات بالعموم هي مواد استرطابية. فعلى سبيل المثال، يعمل الجلسرين بمثابة مرطب في الحلويات والمواد الغذائية والتبغ. كما تستخدم بعض الكحولات عديدة الهيدروكسيل مثل المانيتول والسوربيتول كإضافات مرطبة في صناعة المواد الغذائية.